# Arnoud Holleman
Arnoud Holleman (Haarlem, 1964) is een Nederlandse kunstenaar. Hij is in zijn werk multi-mediaal in de klassieke betekenis van het woord.

## Leven en werk
In zijn werk bedient hij zich van uiteenlopende media, van potlood en papier tot installaties, theater en televisie. Daarbij werkt hij dikwijls samen met gelijkgestemde kunstenaars, theater- en televisiemakers en vormgevers. Hij woont en werkt in Amsterdam.
Holleman volgde zijn opleiding aan de beeldhouwafdeling van de Koninklijke Academie van Beeldende Kunsten in Den Haag. In 1987 studeerde hij cum laude af en vervolgde zijn opleiding aan de Rijksakademie van Amsterdam.

## Tentoonstellingen en producties
In de vroege jaren 90 schreef Holleman onder andere teksten voor de AVRO-televisierubriek Glamourland van Gert-Jan Dröge. Voor de VPRO maakte hij in 1995 met Pieter Kramer de documentaireserie Interieurs en regisseerde hij in 2002 de comedyserie Televisie met Arjan Ederveen. In samenwerking met Lernert Engelberts schreef en regisseerde hij, eveneens voor de VPRO, Driving Miss Palmen (2001), een soap uit de Amsterdamse grachtengordel die in de studio’s van Mumbai werd opgenomen met een sterrencast van Bollywood-acteurs. In het theater werkte Holleman samen met theatergroep Mugmetdegoudentand voor de projecten Co*star (1995), Ruimte (1996), Foodcoma (2004) en Immovably Centred (2008). Tussen 1999 en 2005 maakte hij met vormgever Jop van Bennekom het internationaal geprezen Re-Magazine. Ook stelde hij tentoonstellingen samen van zijn tekeningen en video-installaties, waarbij het geschreven of gesproken woord een verbindende factor is.

## Persoonlijk
Holleman is getrouwd met historicus en literatuurcriticus Hans Goedkoop.

## Installaties
Holleman maakt ook werken in de openbare ruimte, zoals Call me (2006), een door de telefoon te horen monoloog van het bronzen Adam-beeld van Auguste Rodin dat op de Markt in Zwolle staat. 

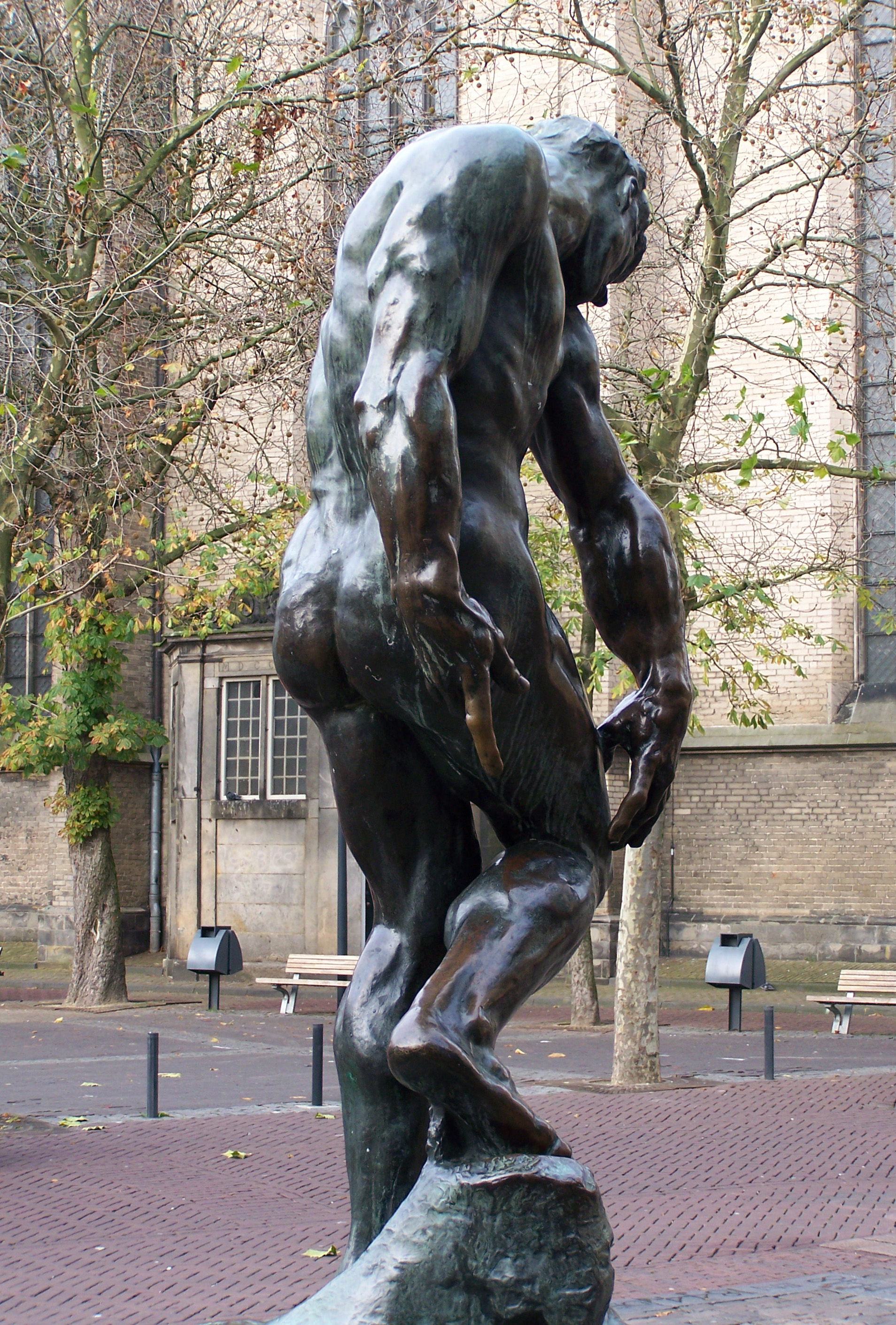
Call me (2006) op de sokkel van Adam (1881) van Rodin, Zwolle

 Dit werk is, net als de performance Immovably Centred bij het Amsterdamse kunstcentrum De Appel uit 2008, deel van een serie publicaties en presentaties rond Rodin waar Holleman aan werkt. Centraal daarin staat de vergelijking tussen het ideaal van de Grote Kunstenaar dat de negentiende-eeuwse Rodin belichaamt en de veel bescheidener betekenis die het kunstenaarschap vandaag de dag heeft. Die soms ironisch benaderde scepsis over het vermogen van de kunst in onze wereld doortrekt veel van het werk van Holleman.
Hij exposeerde onder andere in het Stedelijk Museum Amsterdam, Museum Boijmans van Beuningen in Rotterdam, Frans Halsmuseum in Haarlem, Van Abbemuseum in Eindhoven, het Kröller-Müller Museum in Otterlo en verder in Frankrijk, Denemarken, Duitsland, de Verenigde Staten en Zuid Korea. Hij doceert op de masteropleiding F for Fact aan het Sandberg Instituut en gaf eerder les aan de Gerrit Rietveld Academie in Amsterdam en de Design Academy Eindhoven.